# Самойленко Андрій Веніамінович
Андрій Веніамінович Самойленко (5 жовтня 1913 — ?) — український правоохоронець. Полковник внутрішньої служби. Кандидат юридичних наук. Доцент. Начальник Київської вищої школи МВС СРСР (1958—1960). Заслужений працівник МВС СРСР.

## Біографія
Народився 5 жовтня 1913 року.
З 1941 року на керівних посадах в органах НКВС СРСР в Актюбінській області РФ. Згодом в органах НКВС Української РСР.
З 1958 по 1960 рр. — начальник Київської вищої школи МВС СРСР.
З 1960 по 1975 рр. — завідувач кафедри адміністративного і виправно-трудового права Київської вищої школи МВС СРСР.

## Автор наукових праць
Автор праць з питань адміністративного права, наукової діяльності в органах МВС.

## Нагороди та відзнаки
- Орден Вітчизняної війни 2 ступеня
- Орден Червоного Прапора
- Медаль «За бойові заслуги»